# أجنحة البرتغال

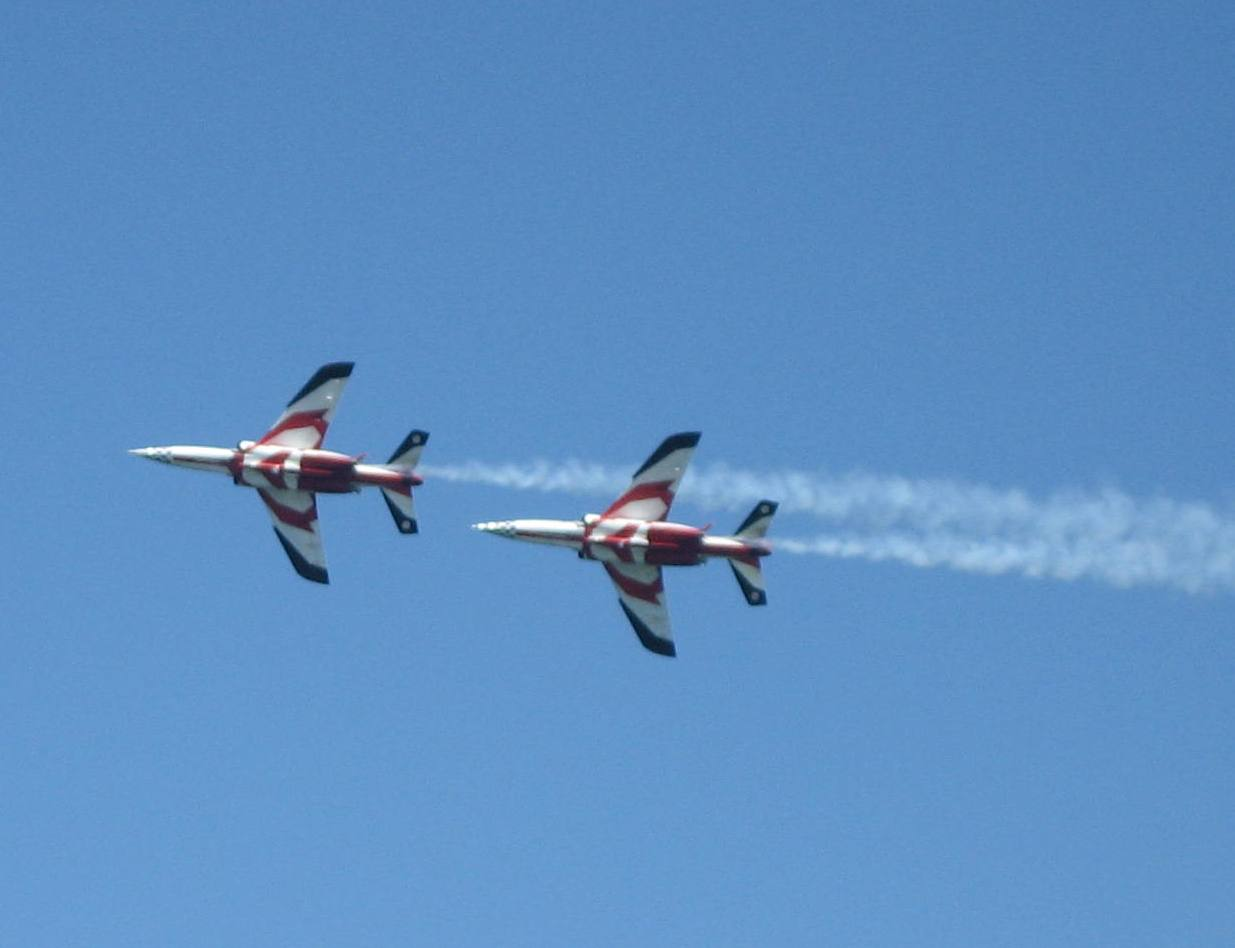
فريق أجنحة البرتغال

فريق أجنحة البرتغال، (بالبرتغالية: Asas De Portugal‏)، المعروف باسم (بالإنجليزية: Wings of Portugal)‏. فريقًا للمعارض الجوية تم إنشاؤه عام 1977 مدمجًا مع إسكادرا 103 (103 سربًا) من سلاح الطيران البرتغالي. وكان فريق الطيران الوطني البرتغالي و طائرتين تابعتين للسلاح الجوي الألماني السابق داسو - بريجيت / دورنير ألفا جيتس.

## معرض الصور

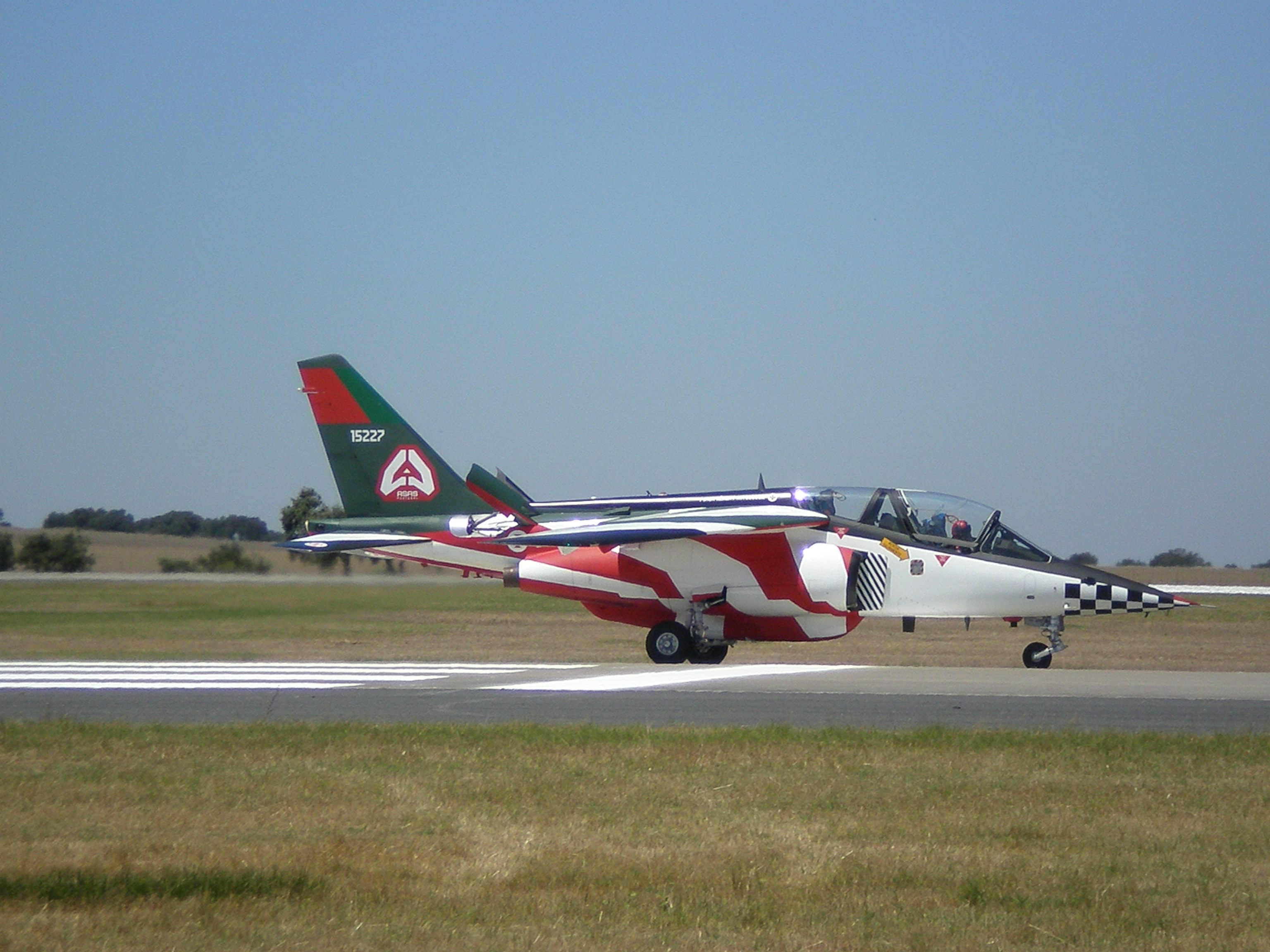
طائرة ألفا
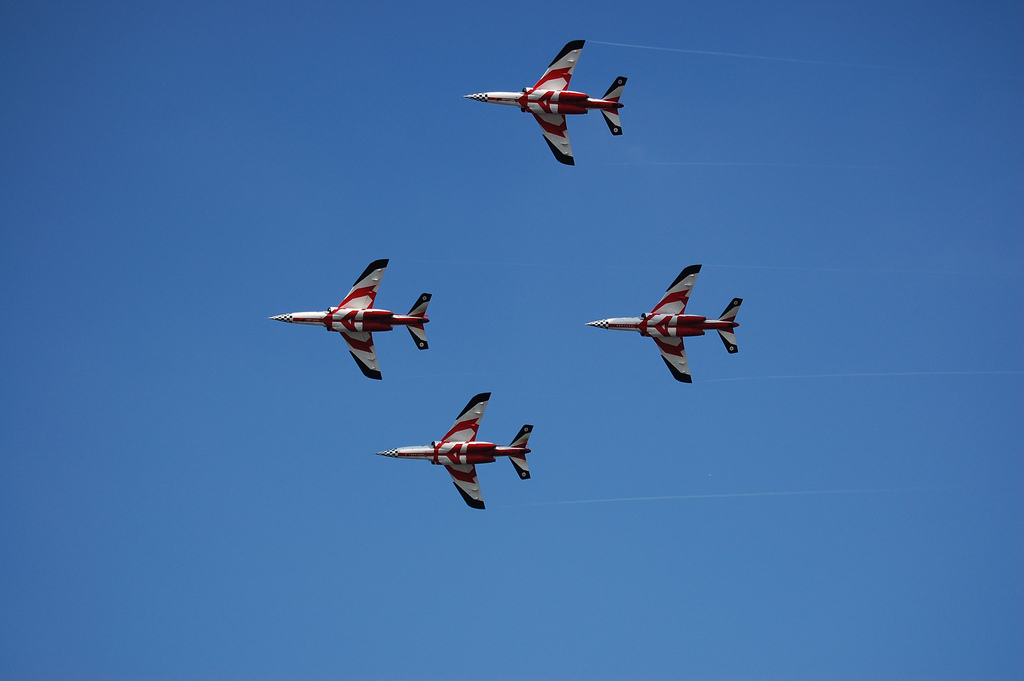
جانب من العرض عام 2009
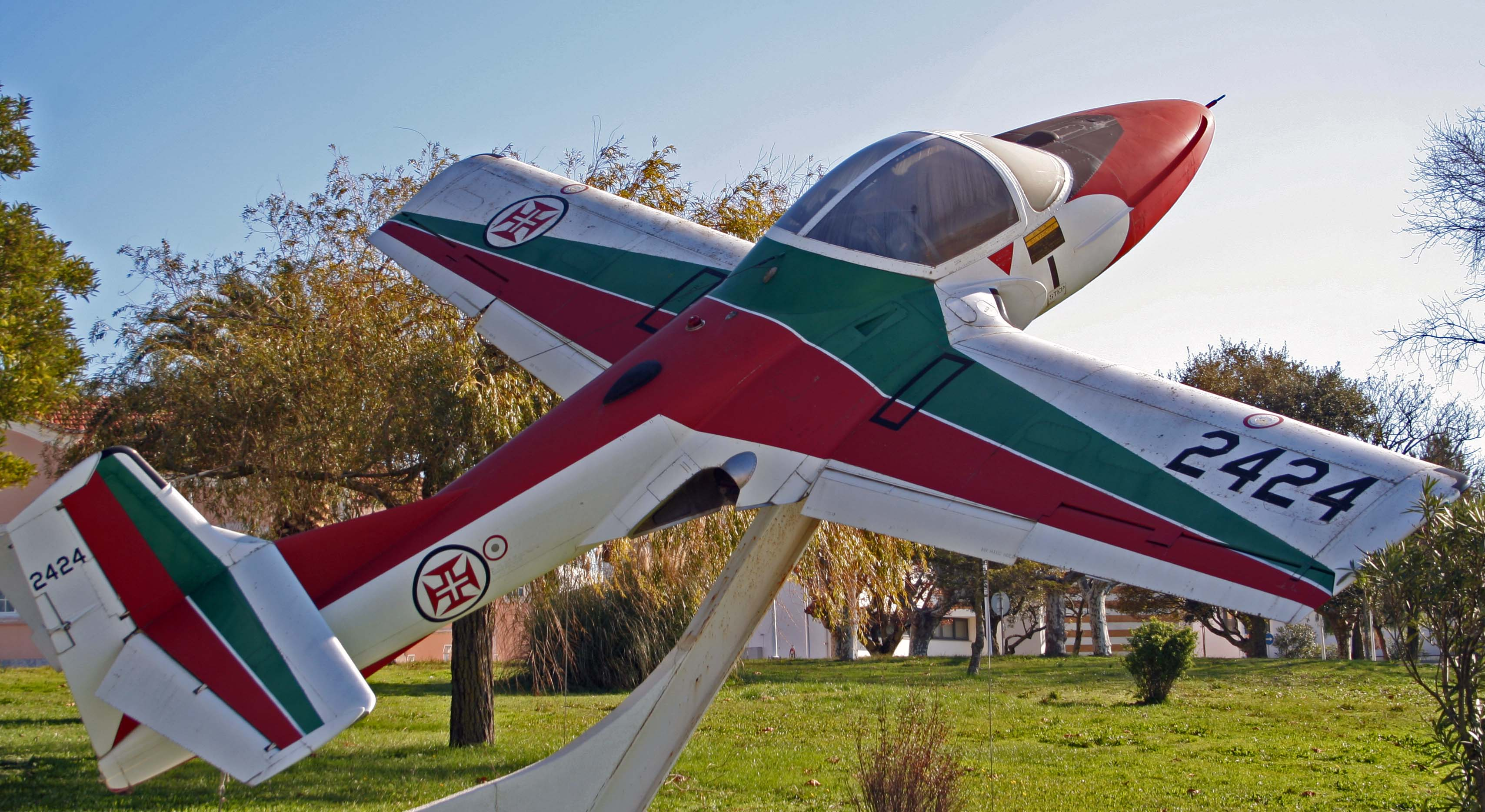
طائرة T-37 السابقة
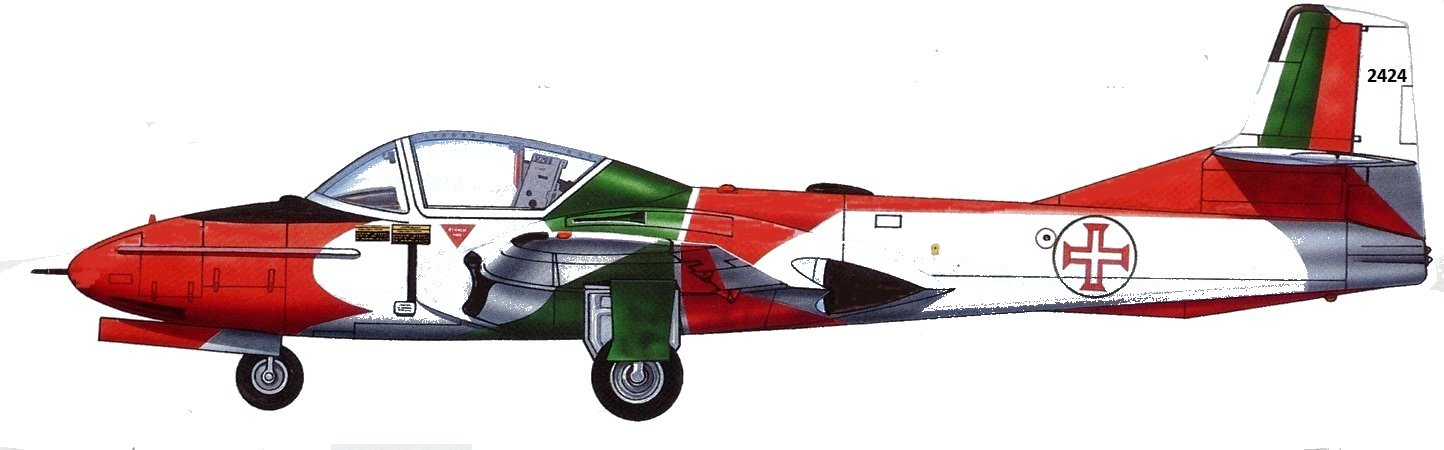
مشهد تعريفي لطائرة T-37